# La Rochepot
La Rochepot – miejscowość i gmina we Francji, w regionie Burgundia-Franche-Comté, w departamencie Côte-d’Or.
Według danych na rok 1990 gminę zamieszkiwało 241 osób, a gęstość zaludnienia wynosiła 17 osób/km² (wśród 2044 gmin Burgundii La Rochepot plasuje się na 671. miejscu pod względem liczby ludności, natomiast pod względem powierzchni na miejscu 688.).